# Harishchandrachi Factory
Pour plus de détails, voir Fiche technique et Distribution.
Harishchandrachi Factory (हरिश्चंद्राची फॅक्टरी) est un film biographique indien, réalisé par Paresh Mokashi, sorti en 2009.

## Synopsis
Le film raconte la réalisation du premier long métrage de fiction indienne, réalisé par Dadasaheb Phalke.

## Fiche technique
Sauf indication contraire, les informations mentionnées dans cette section peuvent être confirmées par la base de données cinématographiques IMDb,  présente dans la section « Liens externes ».
- Titre : Harishchandrachi Factory
- Titre original : हरिश्चंद्राची फॅक्टरी (Hariścandrācī phĕkṭarī)
- Réalisation : Paresh Mokashi
- Scénario : Paresh Mokashi
- Direction artistique : Nitin Chandrakant Desai
- Costumes : Mridul Patwardhan
- Photographie : Amalendu Chaudhary
- Montage : Amit Pawar
- Musique : Anand Modak
- Production : Smiti Kanodia, Paresh Mokashi, Ronnie Screwvala
- Société de production : Mayasabha Productions, Paprika Media, UTV Motion Pictures
- Société de distribution : Filmarti
- Pays d'origine :  Inde
- Langues : Marathi
- Format : Couleurs, Noir et blanc - 1,85:1 - Dolby Digital - 35 mm
- Genre : Biographie, comédie, drame
- Durée : 96 minutes (1 h 36)
- Dates de sorties en salles :
  -  Inde : 29 janvier 2010

## Distribution
- Nandu Madhav : Dadasaheb Phalke
- Vibhavari Deshpande : Saraswati Phalke
- Atharva Karve : Mahadev Phalke
- Mohit Gokhale : Bhalchandra Phalke
- Ketan Karande	: Deshmukh
- Sandeep Mehta : Parikh
- Hrishikesh Joshi : Pahila Bandhu
- Uday Lagoo : Dusara Bandhu
- Shrirang Godbole : Pahila Sanatani
- Dharmakirti Sumant : Dusara Sanatani
- Lee Macsween : l'inspecteur britannique
- Hemu Adhikari : le père de Saraswati
- Siddarth Beninger : le projectionniste anglais
- Anil Bhagwat : Tatya
- Mangesh Bhide : Abdulla
- Pratibha Date : la mère de Saraswati
- Ambarish Deshpande : Sane
- Sachin Deshpande : Dr. Prabhakar
- Nipun Dharmadhikari : le vendeur de jouets
- Dilip Joglekar : Barve
- Dheeresh Joshi : Nadkarni
- Vivek Gore : D. D. Dabke
- Mayur Khandge : Anna Salunke
- Sandeep Pathak : Trymbak B. Telang
- Bhalchandra Kadam : le sourd-muet
- Mayur Khandge	: Salunkhe
- Madhuganda Kulkarni : Laila
- Vaibhav Mangale : Gajabhau
- Ganesh Mayekar : Ganu
- Gary Richardson : Hepworth
- Vishakha Subhedar : la mère de la prostituée
- Gary Tantony: Kepbourn
- Pravin Tarde : le charpentier